# 小池伸一郎
小池 伸一郎（こいけ しんいちろう、1968年 -）は、日本の写真家。
東京都出身。上野勇のアシスタントを経て独立したアイドルカメラマン。
オリンパスギャラリー東京で写真展「sharaku」のメンバーとしても活動している。同世代の写真家である吉田裕之、松田忠雄、三輪憲亮、門嶋淳矢らと共に「sharaku」の活動が、週刊SPA!で紹介された。。
1997年頃より女性グラビア写真集を撮影している。週刊・月刊 少年チャンピオン（秋田書店）、週刊FLASH（光文社）、ヤングアニマル（白泉社）、EX大衆（双葉社）、月刊ENTAME（徳間書店）などでグラビアを撮影している。

## 主な作品

### 写真集
- 1999.10 吉野紗香―グラウエンの鳥籠（アスキー 共作：上野勇）
- 2001.04 眞鍋かをり写真集 ｢Peach!｣ 学研 ISBN 978-4054013322
- 2001.08 森本さやかファースト写真集「big wave」ぶんか社
- 2002.02 眞鍋かをり「LOVE BOX」ソニーマガジンズ ISBN 978-4789717328
- 2002.11 山本梓 写真集「あずみるく」ぶんか社 ISBN 978-4821124800
- 2003.03 福井裕佳梨写真集「ゆかりんの本」（白泉社 共作：上野勇）
- 2003.06 及川奈央写真集「ハダカノココロ」ぶんか社 ISBN 9784821125302
- 2003.08 熊田曜子写真集「7Day's 7Colors」ぶんか社 ISBN 978-4821125579
- 2004.01 木村多江ファースト写真集「余白、その色。」ワニブックス ISBN 978-4847027918
- 2005.03 熊田曜子写真集「comfortable」ワニマガジン社 ISBN 978-4898297902
- 2005.04 安藤沙耶香ファースト写真集 蜜の味 彩文館出版
- 2005.05 工藤里紗ファースト写真集「RISACCHI!」アクアハウス ISBN 4860460979
- 2006.02 相澤仁美 写真集 竹書房 ISBN 4812425824
- 2006.09 工藤里紗サード写真集「サプリスマイル」（共作：小塚毅之）白泉社
- 2007.08 秦みずほファースト写真集「MIZUHO」彩文館出版
- 2008.12 池田夏希サード写真集「sweet jewel」（晋遊舎）ISBN 9784883808939
- 2009.04 富樫あずさサード写真集『卒業します。』 （晋遊舎）ISBN 9784883809486
- 2010.2.1 Prisoner No.8 - 八神蓮写真集（音楽専科社）
- 2011.10.15 木村好珠1st写真集「konomiholic」 (TOKYO NEWS MOOK)（東京ニュース通信社）
- 2011.11.10 内田理央1st写真集「oshirio」 (TOKYO NEWS MOOK)（東京ニュース通信社）
- 2012.1.28 野久保直樹ファースト写真集 -Naoki Nokubo- （三才ブックス）
- 2012.2.9 菊地亜美 1st写真集「ami-ing」（TOKYO NEWS MOOK)（東京ニュース通信社）
- 2013.3.30 石田佳蓮 1st写真集「current」 (TOKYO NEWS MOOK)（東京ニュース通信社）
- 2013.3.30 野久保直樹 フォト&エッセイ集「ナチュラル・マインド」 (三才ムック VOL. 607)（三才ブックス）
- 2013.05.01 吉川友セカンド写真集『YOU21』（ワニブックス 共作：西田幸樹ほか多数）
- 2014.02.05 ℃-ute 中島早貴 写真集 「N20」（ワニブックス）
- 2014.06.28 村井良大 憩～yasumi～　（三才ブックス）
- 2015.09.26 上西恵 ファースト写真集 『 生涯上西宣言 』(ワニブックス 共作：山口勝己）
- 2017.06.06 SPA!デジタル写真集 根本凪 (SPA!BOOKS)扶桑社
- 2017.07.21 THE 財木琢磨ファースト写真集 一迅社
- 2017.09.05 SPA!デジタル写真集 都丸紗也華 (SPA!BOOKS)扶桑社
- 2017.10.13 桜井日奈子! -桜井日奈子2nd写真集- (TOKYO NEWS MOOK)東京ニュース通信社
- 2018.09.04「華村あすか」SPA!デジタル写真集 扶桑社
- 2019.05.07「ちとせよしの」SPA!グラビアン魂デジタル写真集 扶桑社
- 2021.04.29 [ハレム]篠崎こころフェチグラビア「Wonder Wonder Doll」白泉社
- 2021.05.31 えなこ×BEASTARS ワイルドキック (AKITA DX SERIES) 秋田書店
- 2021.09.15 朝日ななみ「Always Sunny」（EX大衆デジタル写真集：17、双葉社）
- 2022.02.04 サーシャ菜美「妄想美女」SPA!グラビアン魂デジタル写真集 扶桑社
- 2022.02.04 竹内渉 「大人な下着」SPA!グラビアン魂デジタル写真集 扶桑社

### Web写真集
2022年2月1日 えなこ「えなこBEST I」（週チャンデジグラ）秋田書店

### グラビア（一部）
2022年2月10日「週刊少年チャンピオン」11号（表紙、巻頭グラビア）秋田書店、モデル：桃月なしこ

2022年2月17日「週刊少年チャンピオン」12号（表紙、巻頭グラビア）秋田書店、モデル：藤吉夏鈴 

2022年3月3日「週刊少年チャンピオン」14号（表紙、巻頭グラビア）秋田書店、モデル：牧野真莉愛 

2022年3月4日「月刊少年チャンピオン」4月号（表紙、巻頭グラビア）秋田書店、モデル：ゼロイチファミリア（十味、水湊みお、由良ゆら、川瀬もえ、霜月めあ）

2022年3月17日「週刊少年チャンピオン」16号（表紙、巻頭特大グラビア14P）秋田書店、モデル：えなこ

## 写真展

### sharaku project
2011年にNUDEをテーマに写真家5名(吉田裕之、松田忠雄、小池伸一郎、三輪憲亮、門嶋淳矢)でsharaku projectを結成。雑誌が減ってしまっている現在を憂い、鍛え上げてくれた雑誌へのオマージュとして6回の写真展を開催。※vol.03より上野勇、野澤亘伸が参加。
- 2011年11月20日-29日  sharaku vol.00 （六本木 space eje[10]）
- 2012年6月15日-21日  sharaku vol.01 （六本木 space eje[11]）
- 2013年1月31日-2月6日  sharaku vol.02 （オリンパスプラザ 東京[12]）
- 2013年12月2日-8日 sharaku vol.03 （yodobashi gallery infinity[13]）
- 2014年10月17日-31日 sharaku vol.04 （gallery CGN[14]）
- 2015年10月17日-31日 sharaku vol.05 （gallery CGN[15]）